# El Macano
El Macano es un corregimiento ubicado en el distrito de Guararé en la provincia panameña de Los Santos. En el año 2010 tenía una población de 281 habitantes y una densidad poblacional de 9,7 personas por km².

## Topónimo
Toma su nombre de un árbol, el macano o Diphysa americana.